# Vatnsfjörður
Vatnsfjörður ([ˈvassˌfjœrðʏr̥] lit. fiordo del lago) es un fiordo y una reserva natural localizados en la parte noroeste de Islandia.

## Flora y fauna
La fauna en Vatnsfjörður es bastante diversa en comparación con Islandia, aunque la cantidad de animales no es tan alta. Alrededor de veinte tipos de aves viven en el área de la reserva natural de aproximadamente 190.42 km², el 80% es rocosa y árida, pero las tierras bajas están cubiertas principalmente de madera de abedul. Ratones, zorros, visones se pueden encontrar en la zona. Se podían ver focas en el océano y tanto el salmón como la trucha se pueden encontrar en los ríos.
La flora se basa en el serbal de poca altura y el abedul, que se extiende desde la costa hasta las montañas. La madera y las marismas son la base de la flora diversa. Proliferan los arándanos árticos en el área durante agosto / septiembre.
La geología del área es similar a los fiordos occidentales en general. El lecho de roca es basalto de la época terciaria y se cree que tiene alrededor de 10-13 millones de años. El paisaje está enmarcado de glaciares de la era del hielo con montañas que tienen unos 700 metros de altura. El orgullo de la zona también son los manantiales de agua geotérmica. También vale la pena ver el cañón del lignito.
El clima es típicamente de tundra. La temperatura promedio es de −1 °C. El mes más cálido es julio con un registro de 9 °C, y el más frío es febrero con −10 °C.

## Historia
La historia de Islandia comienza exactamente aquí. Se dice que Hrafna-Flóki fue la primera persona en arribar a Islandia. En el Landnámabók («libro de los asentamientos») puede leerse el siguiente texto sobre Hrafna-Flóki. Dijo: El clima aquí es bastante frío. Luego subió la montaña y vio un fiordo lleno de hielo y témpanos. Por eso la nombró como Island, «tierra de hielo». En Hörgsnes se encuentra la cueva llamada Gíslahellir (e. «cueva de Gísli») donde se cree que estuvo Gísli Súrsson, el personaje principal de la saga islandesa Gísla, la saga Súrssonar.

## Galería

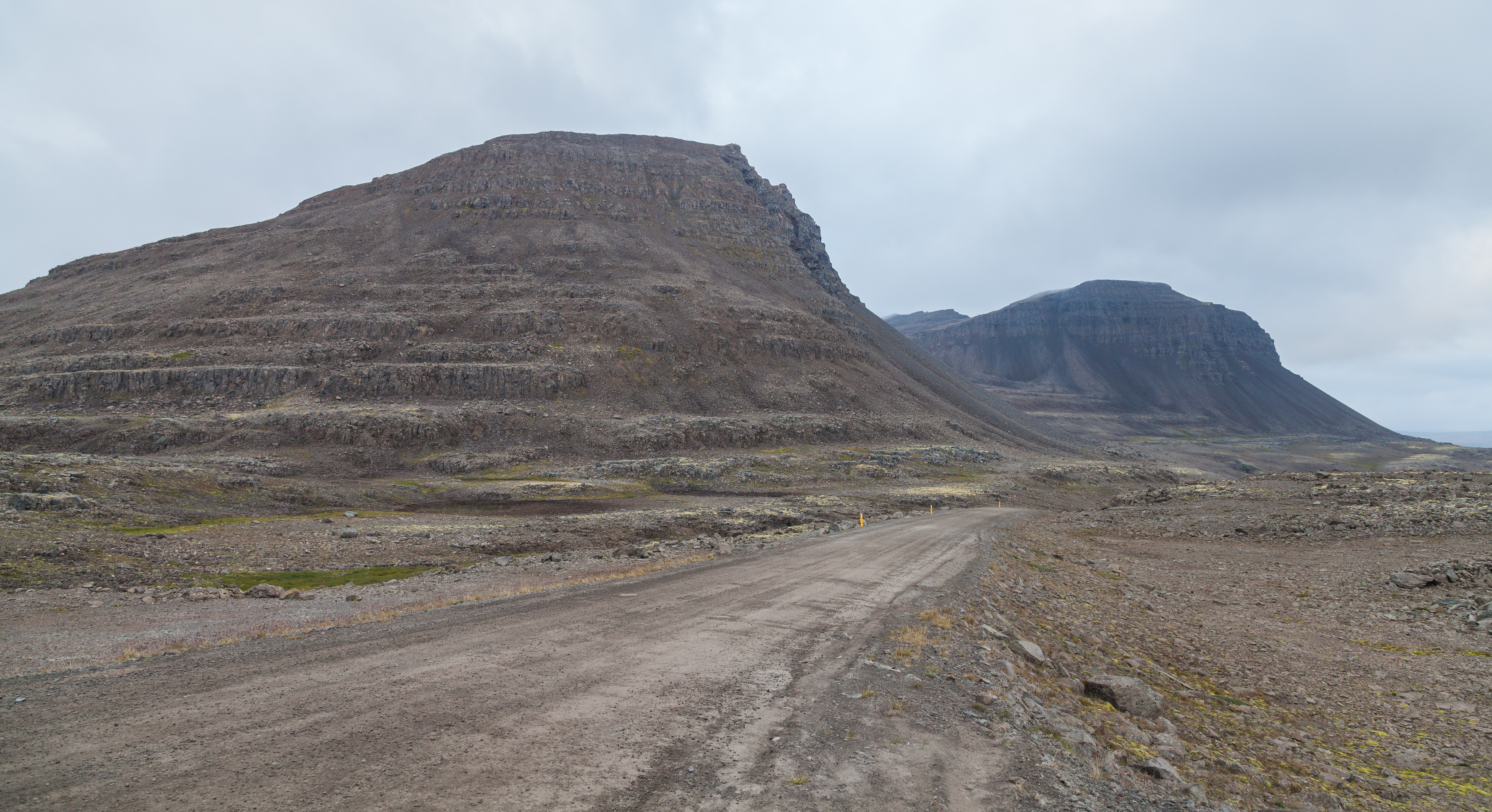
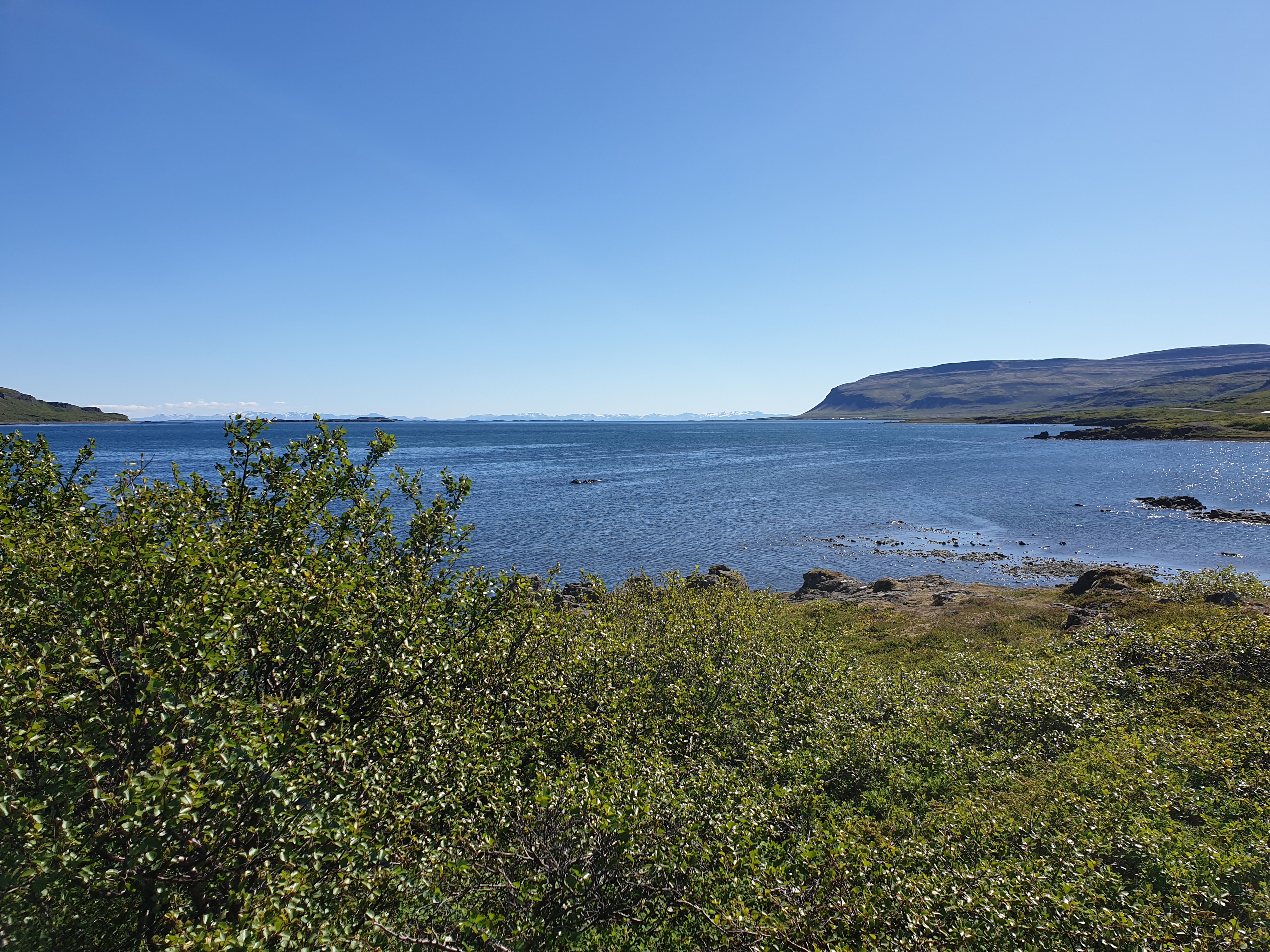
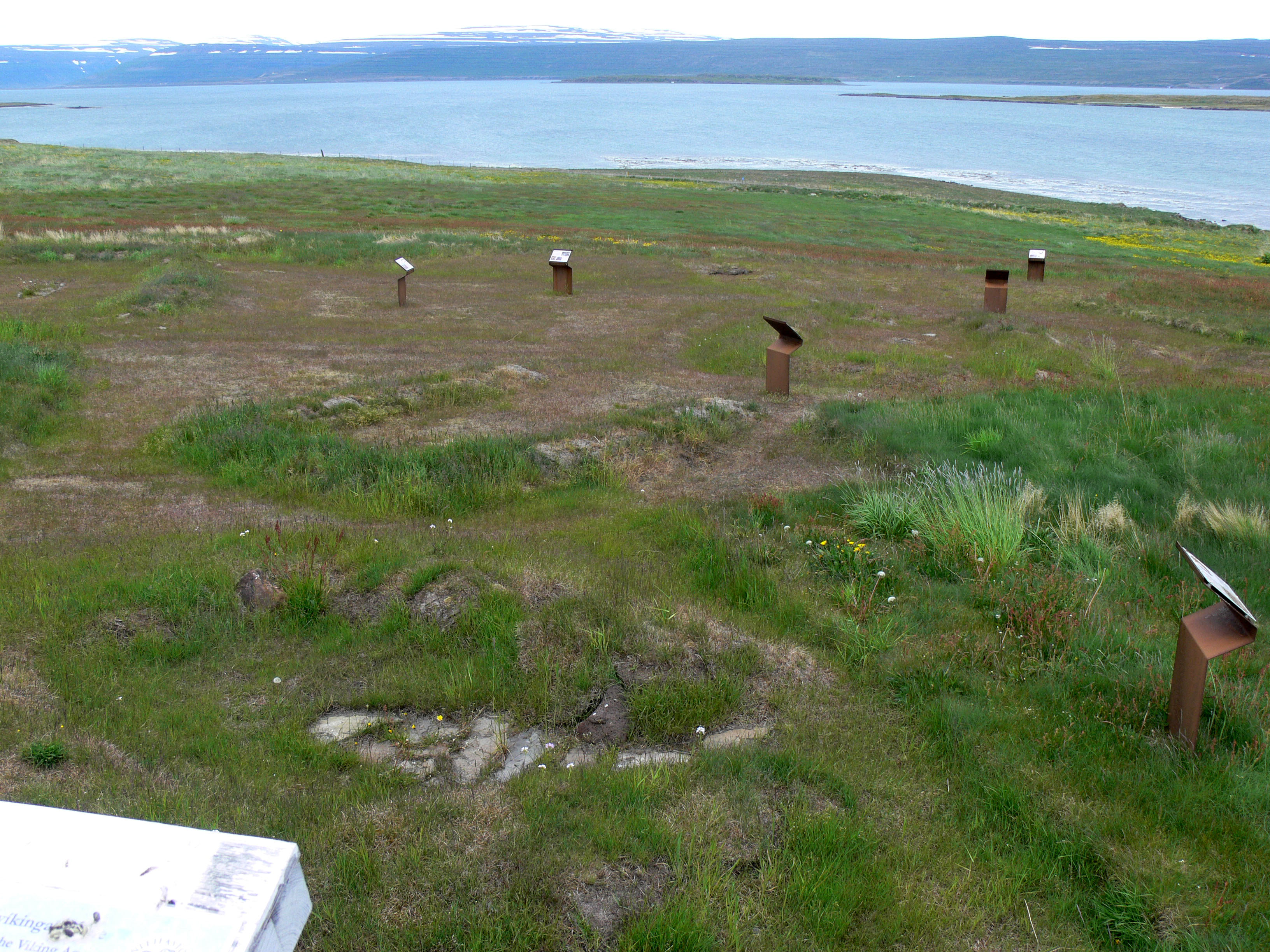
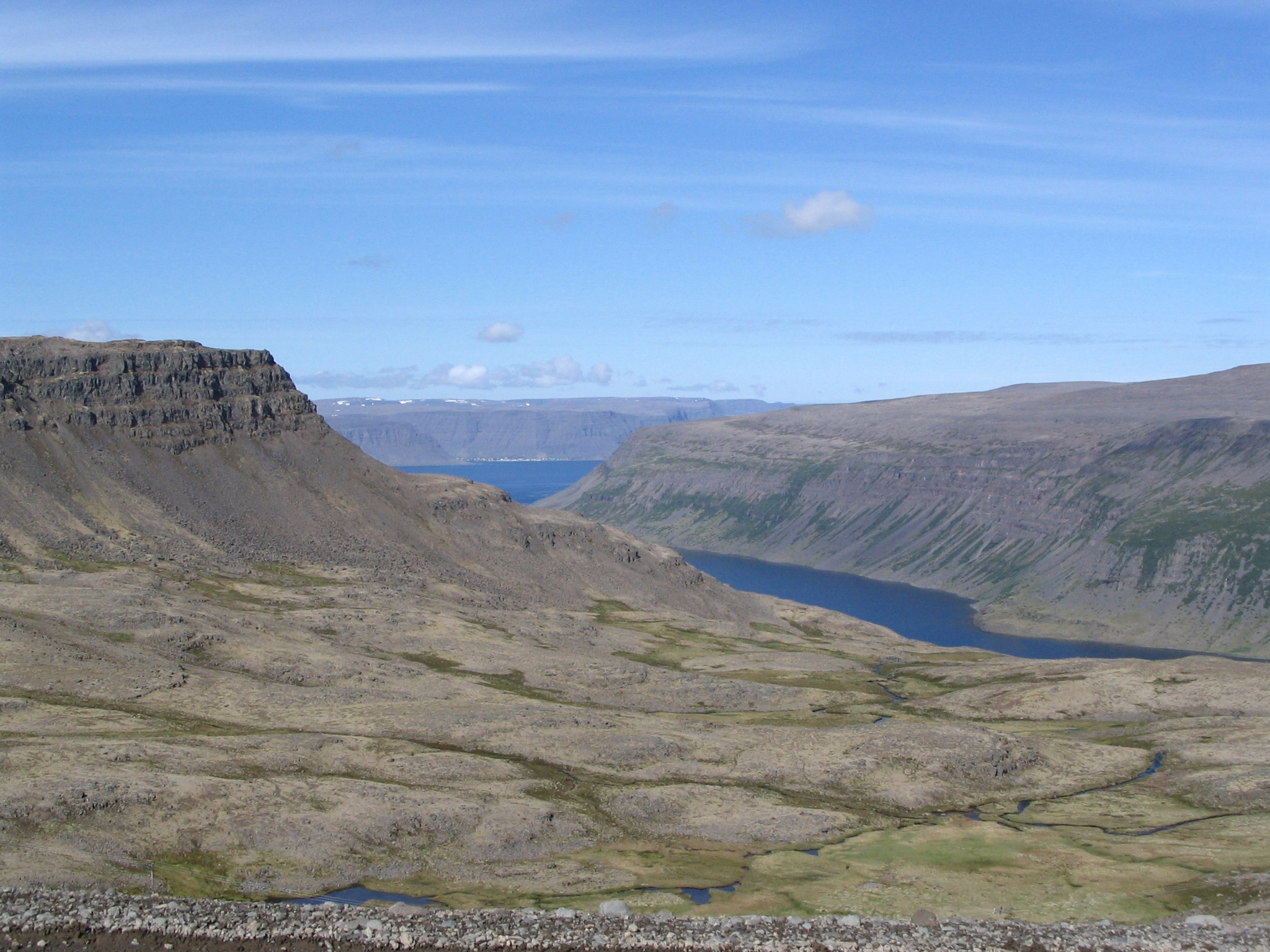